# اریک لارسن (نویسنده)
اریک لارسن (زادهٔ ۳ ژانویه ۱۹۵۴) روزنامه‌نگار و نویسنده کتاب‌های غیرداستانی آمریکایی است. او نویسندهٔ کتاب‌های پرفروشی مثل شیطان در شهر سفید (۲۰۰۳) است. کتاب شیطان در شهر سفید توانست جایزه ادگار ۲۰۰۴ در بخش بهترین اثر جنایی را بدست آرود.

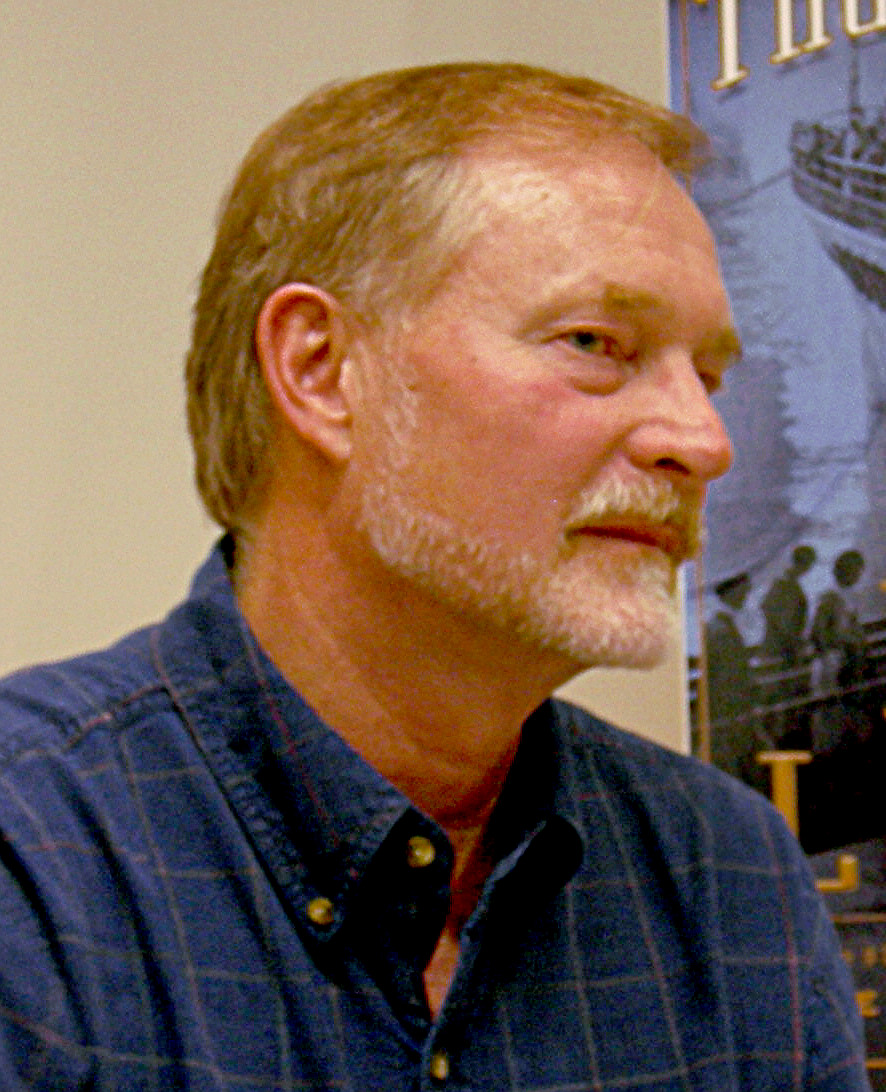
اریک لارسن (۲۰۰۷)